# Metazygia lopez
Metazygia lopez là một loài nhện trong họ Araneidae.
Loài này thuộc chi Metazygia. Metazygia lopez được Herbert Walter Levi miêu tả năm 1995.